# Silene ventricosa
Silene ventricosa là loài thực vật có hoa thuộc họ Cẩm chướng. Loài này được Adamovic miêu tả khoa học đầu tiên năm 1905.